# Амалія Ольденбурзька
Герцогиня Амалія Ольденбурзька (21 грудня 1818 — 20 травня 1875) — королева Греції, дружина короля Оттона I. Дочка герцога Ольденбурзького Августа I та його дружини принцеси Адельгайди фон Ангальт-Бернбург-Шаумбург-Гоймської. Через те, що вона не змогла народити спадкоємця трону, королеву Амалію була погано сприйнята грецьким народом. 1862 року сталася революція, яка скинула Оттона I з трону. Він та Амалія провели решту життя у вигнанні у Баварії.